# Karol Stohl
Karol Fryderyk Stohl (ur. 30 października 1867 w Wiedniu, zm. 1 listopada 1947 w Tarnowie) – polski pedagog, dyrygent, kompozytor.
Pochodził z austriackiej rodziny urzędniczej osiadłej w Galicji. Studiował w Konserwatorium Muzycznym we Lwowie pod kierunkiem pianisty Karola Mikulego, ostatniego żyjącego ucznia Fryderyka Chopina. W latach 1894–1902 nauczał gry na pianinie w Państwowym Seminarium Nauczycielskim Męskim we Lwowie. W latach 1898–1899 dyrygował także chórem teatralnym w Teatrze Skarbka. W roku 1902 pracował w Krośnie. Od roku 1907 zaś w Tarnowie.
Komponował msze, kantaty, utwory fortepianowe, pieśni solowe i chóralne. Tu zwłaszcza warty nadmienienia jest Dzwon podwodny, dwie młodopolskie opery na motywach ludowych: Mirana i Roksana oraz Wiesław. Obraz ludu nadwiślańskiego w czterech aktach. Ten ostatni wystawiony był we Lwowie w 1890.
Został pochowany na Starym Cmentarzu w Tarnowie.